# Sembung (Tulungagung)
Sembung is een bestuurslaag in het regentschap Tulungagung van de provincie Oost-Java, Indonesië. Sembung telt 4271 inwoners (volkstelling 2010).